# Týnišťko
Týnišťko (německy Teinischt) je obec v okrese Ústí nad Orlicí v Pardubickém kraji. Žije zde 160 obyvatel.

## Historie
První písemná zmínka o obci pochází z roku 1334. Prvním majitelem obce, tehdy zvané Tynisstko, byl majitel tvrze Jestříbec – zeman Aleš. Po jeho smrti připadlo Tynisstko králi Václavu IV. a od něho ho dostal Mikeš Divůček z Jemniště, kutnohorský mincmistr, a jeho bratr Mikuláš Augustinův z Prahy, písař Komory královy, za 300 kop roku 1399.
Roku 1468 tudy táhlo vojsko vedené uherským králem Matyášem Korvínem proti králi Jiřímu z Poděbrad a tvrz společně s okolními sídly byla vypálena. Pozdějšími majiteli obce byli páni z Rýzmberka, ti ji prodali v roce 1545 městu Vysoké Mýto. Roku 1548 byla obec prodána Chroustovickému panství a je s tímto panstvím spjato až do roku 1850, kdy se osamostatnila. V roce 1838 byla postavena zvonička.
Roku 1889 byly zbořeny poslední pozůstatky tvrze Jestříbec za účelem stavby statku a mlýna na řece Loučná, dnes čp. 11 a čp. 20.
Roku 1909 byl založen sbor dobrovolných hasičů. V roce 1929 Týnišťkem projížděl první československý prezident Tomáš Garrigue Masaryk, který zvěčnil svůj podpis v kronice.
Během Druhé světové války ve zdejších lesích působila partyzánská skupina Krylov, kterou místní podporovali hlavně dodávkou jídla. Nacisté je však nikdy nedopadli.
V roce 1957 je založeno JZD Týnišťko Jaroslav a roku 1960 byl zbudován kravín, který dnes již neslouží svému účelu. V roce 1971 byla zbudována kanalizace v celé obci.

## Geografie
Týnišťko sousedí s městem Horní Jelení a dále s vesnicemi Rzy, Janovičky, Franclina a Jaroslav.
Leží na levém toku řeky Loučné zhruba deset kilometrů od Vysokého Mýta. Ves leží v průměrné nadmořské výšce 262 metrů a celková katastrální plocha činí 411 ha, z toho orná půda zabírá 24%. Více než polovina výměry je porostlá lesy. Ve vsi se nachází stejnojmenný rybník Týnišťko spravovaný Českým rybářským svazem z.s.

## Obyvatelstvo
| Rok            | 1869 | 1880 | 1890 | 1900 | 1910 | 1921 | 1930 | 1950 | 1961 | 1970 | 1980 | 1991 | 2001 | 2011 | 2021 |
| -------------- | ---- | ---- | ---- | ---- | ---- | ---- | ---- | ---- | ---- | ---- | ---- | ---- | ---- | ---- | ---- |
| Počet obyvatel | 292  | 304  | 305  | 319  | 298  | 276  | 291  | 252  | 247  | 242  | 179  | 173  | 169  | 151  | 152  |
| Počet domů     | 46   | 48   | 48   | 50   | 51   | 54   | 68   | 70   | 71   | 66   | 57   | 71   | 73   | 72   | 72   |

## Obecní správa
V letech 1961–2006 spadalo Týnišťko do okresu Pardubice, od 1. ledna 2007 je součástí okresu Ústí nad Orlicí.

### Obecní symboly
Znak a vlajka byly obci uděleny rozhodnutím předsedy Poslanecké sněmovny Parlamentu České republiky dne 17. června 2009.

## Pamětihodnosti
- Venkovská usedlost čp. 8
- Zvonička s reliéfem krále Jiřího z Poděbrad
- Pomník padlých legionářů během První světové války